# HD96571
HD96571 — хімічно пекулярна зоря спектрального класу A2, що має видиму зоряну величину в смузі V приблизно  7,3.
Вона  розташована на відстані близько 639,5 світлових років від Сонця.

## Пекулярний хімічний склад
Зоряна атмосфера HD96571 має підвищений вміст 
Eu
.